# Emil Bürgi
Emil Bürgi (* 19. April 1872 in Bern; † 30. Januar 1947 ebenda) war ein Schweizer Dichterarzt und Hochschullehrer.

## Leben
Bürgis Vater war der Unternehmer und Politiker Friedrich Bürgi (1838–1909). Emil Bürgi wurde 1898 in Medizin an der Universität Bern promoviert und heiratete 1899 Pauline Lucie Bandi. Ab 1900 arbeitete er am Medizinisch-Chemischen Institut derselben Universität, habilitierte 1904 in Pharmakologie und wurde 1906 Extraordinarius für medizinische Chemie und Pharmakologie. Von 1908 bis 1942 war er Ordinarius und von 1913 bis 1914 Rektor derselben Universität.
Er forschte unter anderem zum grünen Blattfarbstoff Chlorophyll. In der Schweiz gilt Bürgi als Pionier der Pharmakologie. Er veröffentlichte viele Schriften besonders über Arzneimittelkombination (weswegen er u. a. als Experte im Fall Riedel-Guala hinzugezogen wurde). Zudem schrieb er Gedichte.